# Estação Maraîchers
Maraîchers é uma estação da Linha 9 do Metrô de Paris, localizada no 20.º arrondissement de Paris.

## Localização
A estação está localizada abaixo da rue d'Avron, no cruzamento com a rue des Pyrénées de um lado, e a rue des Maraîchers do outro lado.

## História
A estação foi aberta em 10 de dezembro de 1933 com o lançamento da extensão da linha 9 de Richelieu - Drouot para Porte de Montreuil.
Ela deve esse nome à sua proximidade com a rue des Maraîchers, que leva o nome ao fato de ter sido cercada por hortas (jardins maraîchers em francês), cuja produção mais famosa foi o pêssego de Montreuil.

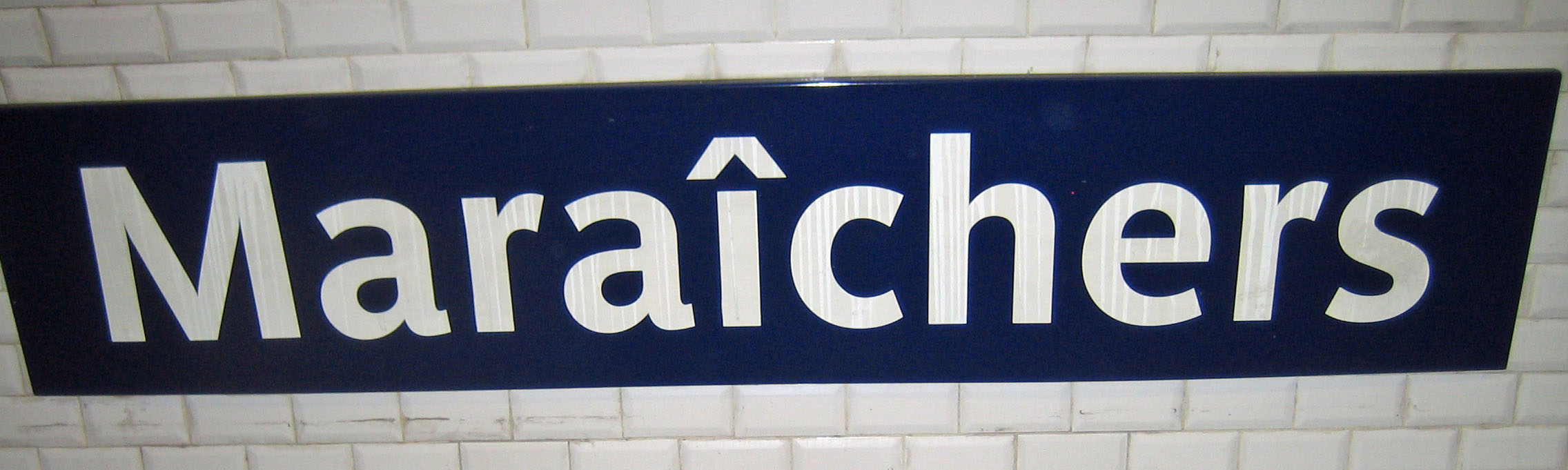
Placa em uma plataforma

Como parte do programa "Renovação do Metrô" da RATP, toda a estação foi renovada em 12 de dezembro de 2006.
Ela viu entrar 2 903 399 passageiros em 2013, o que a coloca na 188ª posição das estações de metrô por sua frequência em 302.

## Serviços aos passageiros

### Acessos
A estação tem três acessos que levam à rue des Pyrénées, cada um composto por uma escada fixa ornada com um candelabro Dervaux:
- o acesso 1 "rue des Pyrénées", se encontrando à direita do nº 67 bis;
- o acesso 2 "rue des Maraîchers" se encontrando em frente ao nº 60;
- o acesso 3 "rue d'Avron" levando à direita do nº 65.

### Plataformas
Maraîchers é uma estação de configuração padrão: ela possui duas plataformas laterais separadas pelas vias do metrô e a abóbada é elíptica. A decoração é do estilo utilizado pela maioria das estações de metrô com telhas de cerâmica branca biseladas recobrindo os pés-direitos, os tímpanos e as saídas dos corredores, enquanto que a abóbada é pintada de branco. A iluminação é fornecida por duas faixas-tubos. Os quadros publicitários são metálicos e o nome da estação é inscrito na fonte Parisine em placas esmaltadas. Os assentos no estilo "Motte" são verdes. A estação se distingue no entanto pela parte inferior de seus pés-direitos, que é vertical e não elíptica.

### Intermodalidade
A estação é servida pelas linhas 26, 57 e 64 da rede de ônibus RATP.